# Tinodes alepochori
Tinodes alepochori là một loài Trichoptera trong họ Psychomyiidae. Chúng phân bố ở miền Cổ bắc.